# Солдатова, Степанида Сидоровна
Степани́да Си́доровна Солда́това (Стеша; 1784—1822, Москва) — русская цыганская певица.

## Биография
Фамилия свидетельствует о происхождении Степаниды из солдатской семьи (цыганской этнической группы руска рома). Родителями Степаниды Солдатовой, предположительно, были крепостные крестьяне графа А. Г. Орлова, получившие вольную. Пела в цыганском хоре И. Т. Соколова, затем выступала с собственной труппой (3 певицы, скрипач, гитарист). В её репертуаре были русские народные песни и городские романсы. Популярность Стеши была очень высока, послушать её пение приезжали в Москву из других городов. По легенде, когда в 1812 году Наполеон захватил Москву, он тоже пожелал услышать пение Стеши, однако приказ не был исполнен, так как она в то время находилась в Ярославле.
Стешу называли «русской Каталани». Известная итальянская певица Анжелика Каталани была с ней знакома. Как вспоминал Павел Свиньин, «Сия славная, единственная нашего века певица, была растрогана пением простой цыганки, что невольно прослезилась и подарила ей перстень в 1000 рублей — в знак признательности за то наслаждение, которое она ей доставила».
Дочь Стеши, Ольга Андреевна, пела в цыганском хоре И. О. Соколова.